# Tilasite
La tilasite est un minéral de la classe des phosphates, qui appartient et a donné son nom au groupe de la tilasite. Il a été nommé ainsi en 1895 par Sten Anders Hjalmar Sjögren (en) en l'honneur de Daniel Tilas (Gammelbo, Suède, 2 mars 1712, Stockholm, 27 octobre 1772), politicien, géologue, ingénieur des mines, vicaire de Hammar, directeur de mines et gouverneur régional.

## Caractéristiques
La tilasite est un arséniate de formule chimique CaMg(AsO4)F. Elle cristallise dans le système monoclinique. Sa dureté sur l'échelle de Mohs est de 5.

## Classification
Selon la classification de Nickel-Strunz, la tilasite appartient à "08.BH: Phosphates, etc. avec des anions supplémentaires, sans H2O, avec des cations de taille moyenne et grande, (OH, etc.):RO4 = 1:1", avec les minéraux suivants : thadeuite, durangite, isokite, lacroixite, maxwellite, panasqueiraïte, drugmanite, bjarébyite, cirrolite, kulanite, penikisite, perloffite, johntomaïte, bertossaïte, palermoïte, carminite, sewardite, adélite, arsendescloizite, austinite, cobaltaustinite, conichalcite, duftite, gabrielsonite, nickelaustinite, tangéite, gottlobite, hermannroséite, čechite, descloizite, mottramite, pyrobelonite, bayldonite, vésigniéite, paganoïte, jagowerite, carlgieseckeite-(Nd), attakolite et leningradite.

## Formation et gisements
Elle a été découverte à Långban, dans la municipalité de Filipstad (Värmland, Suède). Elle a également été décrite en d'autres endroits des pays scandinaves, ainsi qu'en Suisse, en Espagne, en Macédoine du Nord, en Italie, en Allemagne, en Autriche, en Algérie, en Namibie, en Russie, en Inde, en Australie et aux États-Unis.